# Claudia Soberón
Claudia Soberón (Ciudad de México, 29 de septiembre de 1977) es una actriz de cine, teatro y televisión mexicana.

## Biografía
De niña empezó a cantar y bailar con grupos infantiles y en 1988 concursó en el programa Club amigos de Gansito de Televisa con el grupo musical "Acuario", ganando el primer lungar por la mejor interpretación.
Se acercó a la actuación tomando clases de teatro en un centro de actuación y en 1998 ingresó a la academia de Arte Dramático "El Foro - Teatro Contemporáneo" dirigida por el maestro Ludwik Margules. En el "Foro" estudió danza y actuación con artistas de fama internacional como el mismo Ludwik Margules, Adriana Roel, Julieta Egurrola, Luisa Huertas y Fernando Torre Laphame. El mismo año debutó en la obra Perversión sexual en Chicago con el papel de Deborah Soloman. Siguieron papeles en obras como María Frankenstein, El monólogo de la puta en el manicomio de Dario Fo y La cacatúa verde de Arthur Schnitzler.
Al mismo tiempo participó en varias telenovelas de TV Azteca como Golpe bajo, Lo que callamos las mujeres, Amores, querer con alevosía y Cuando seas mía y en el video musical del sencillo Fin de Jaguares. Después de participar en algunos cortos, debutó como estelar en Soba, un drama independiente donde trabajó junto a actores como Dagoberto Gama y Jorge Zárate. La película se estrenó en varios festivales de cine en Europa antes del estreno comercial en México en el 2005.
Como cantante, ha grabado jingles para comerciales mexicanos y estadounidenses, el disco del proyecto humanitario "Niños del Planeta", coros para el grupo "Ansia" y ha cantado en eventos culturales en México, Italia y España.
Ha participado, entre varios proyectos, a la película Anima (producida por el American Film Institute), la película para la televisión Historias y testigos: ¡Ni una muerta más!, de Telemundo y la serie web experimental The Bet, en donde actuaron también, como sí mismos, la actriz estadounidense Heather Langenkamp y el cineasta Alfonso Cuarón.

## Filmografía

### Cine
- Adela despierta despierta (1997) (cortometraje)
- Anima (2003) (cortometraje)
- Soba (2005)
- The Bet (2007)
- Reflejo (2013) (cortometraje

### Televisión
- Fin (video musical de Jaguares) (1999)
- Lo que callamos las mujeres (2001) (2 capítulos)
- Cuando seas mía (2001) (3 capítulos)
- Amores, querer con alevosía (2001) (11 capítulos)
- Historias y testigos: ¡Ni una muerta más! (2004) (película para la TV)
- The Bet - The Series (2020) (serie web)

### Teatro
- La luna de la noche no es la luna (musical)
- Perversidad Sexual en Chicago
- Genesis (monólogo)
- La Cacatúa Verde
- El monje
- Maria Frankenstein
- Corpus in Statu
- Pendragon: la tierra sin un rey